# Szlachta (Parczew)
Szlachta – część miasta Parczewa w Polsce, w województwie lubelskim, w powiecie parczewskim. 
Rozpościera się wzdłuż ulicy Kościelnej, na południe od centrum miasta, w kierunku na Siedliki i Szytki.